# Liste der Ministerien in Gambia
Die Liste gambischer Ministerien zeigt Ministerien im westafrikanischen Staat Gambia.

## Ministerien
| Ministerium | Abkürzung | Ressort                                                                             |
| --- | --------- | ----------------------------------------------------------------------------------- |
| Ministerium für Landwirtschaft Ministry of Agriculture | MoA       | Landwirtschaftsministerium                                                          |
| Ministerium für den primären und sekundären Bildungsbereich Ministry for Basic and Secondary Education                                                       | MoBSE     | Bildungsministerium für Schulbildung                                                |
| Ministerium für auswärtige Angelegenheiten Ministry of Foreign Affairs, International Cooperation and Gambians Abroad                                        | MoFA      | Außenministerium und Diasporaministerium                                            |
| Ministerium für Umwelt, Klimawandel und natürliche Ressourcen Ministry of Environment, Climate Change and Natural Resources                                  | MECCNAR   | Umweltministerium                                                                   |
| Ministerium für Finanzen und Wirtschaft Ministry of Finance and Economic Affairs                                                                             | MoFWA     | Finanzministerium und Wirtschaftsministerium                                        |
| Ministerium für Fischerei, Wasserwirtschaft und Angelegenheiten der Nationalversammlung Ministry of Fisheries, Water Resources and National Assembly Matters | MoFWRNAM  | Fischerei und Wasserversorgung                                                      |
| Ministerium für Gesundheit und Soziales Ministry of Health and Social Welfare                                                                                | MoHSW     | Gesundheitswesen und Sozialministerium                                              |
| Ministerium für Hochschulwesen, Forschung, Wissenschaft und Technologie Ministry of Higher Education and Research                                            | MoHERST   | Bildungsministerium für Hochschulwesen, Forschung und Wissenschaft                  |
| Ministerium für Inneres und NGO-Angelegenheiten Ministry of the Interior                                                                                     | MoI       | Innenministerium                                                                    |
| Ministerium für Information und Kommunikation Ministry of Information and Communication Infrastructure                                                       | MoICI     | Kommunikation und Informationstechnik (Innovations-/Technologieministerium)         |
| Ministerium für Justiz Ministry of Justice | MoJ       | Justizministerium                                                                   |
| Ministerium für Land und Regionalregierung Ministry of Lands and Regional Government                                                                         | MoLGL     | Verwaltungsministerium: Gemeinden und Landverwaltung, und Religiöse Angelegenheiten |
| Ministerium für Erdöl, Energie und Bodenschätze Ministry of Petroleum, Energy and Mineral Resources                                                          | MoPEMR    | Bergbauministerium: Erdöl, Energie und mineralische Bodenschätze                    |
| Ministerium für Tourismus und Kultur Ministry of Tourism & Culture                                                                                           | MoTC      | Tourismus und Kulturministerium                                                     |
| Ministerium für Handel, Regionale Integration und Beschäftigung Ministry of Trade, Regional Integration and Employment                                       | MoTIE     | Handelsministerium, Industrie und Arbeit                                            |
| Ministerium für Angelegenheiten der Frauen Ministry of Women's Affairs                                                                                       | MoWA      | Frauenministerium                                                                   |
| Ministerium für Bauwesen und Infrastruktur Ministry of Works, Transport and Infrastructure                                                                   | MoWCI     | Bau und Infrastruktur                                                               |
| Ministerium für Jugend und Sport Ministry of Youth and Sport                                                                                                 | MoYS      | Jugend und Sport                                                                    |

## Historische Ministerien
| Ministerium | Abkürzung | Ressort |
| --- | --------- | --- |
| Department of State for Education                                                                                  | DoSE      | Das Bildungsministerium wurde in Department of State for Basic & Secondary Education und Department of State for Higher Education, Research & Science unterteilt          |
| Ministerium für Forstwirtschaft und Umwelt Ministry of Forestry, Environment, Climate Change and Natural Resources | MoFEN     | Aktuelle Bezeichnung ab Mai 2022 lautet nun Ministerium für Umwelt, Klimawandel und natürliche Ressourcen (Ministry of Environment, Climate Change and Natural Resources) |